# Nemacheilus troglocataractus
Nemacheilus troglocataractus је зракоперка из реда Cypriniformes и фамилије Balitoridae.

## Угроженост
Ова врста се сматра рањивом у погледу угрожености врсте од изумирања.

## Распрострањење
Тајланд је једино познато природно станиште врсте.

## Станиште
Станиште врсте су слатководна подручја.